# Mike Perry

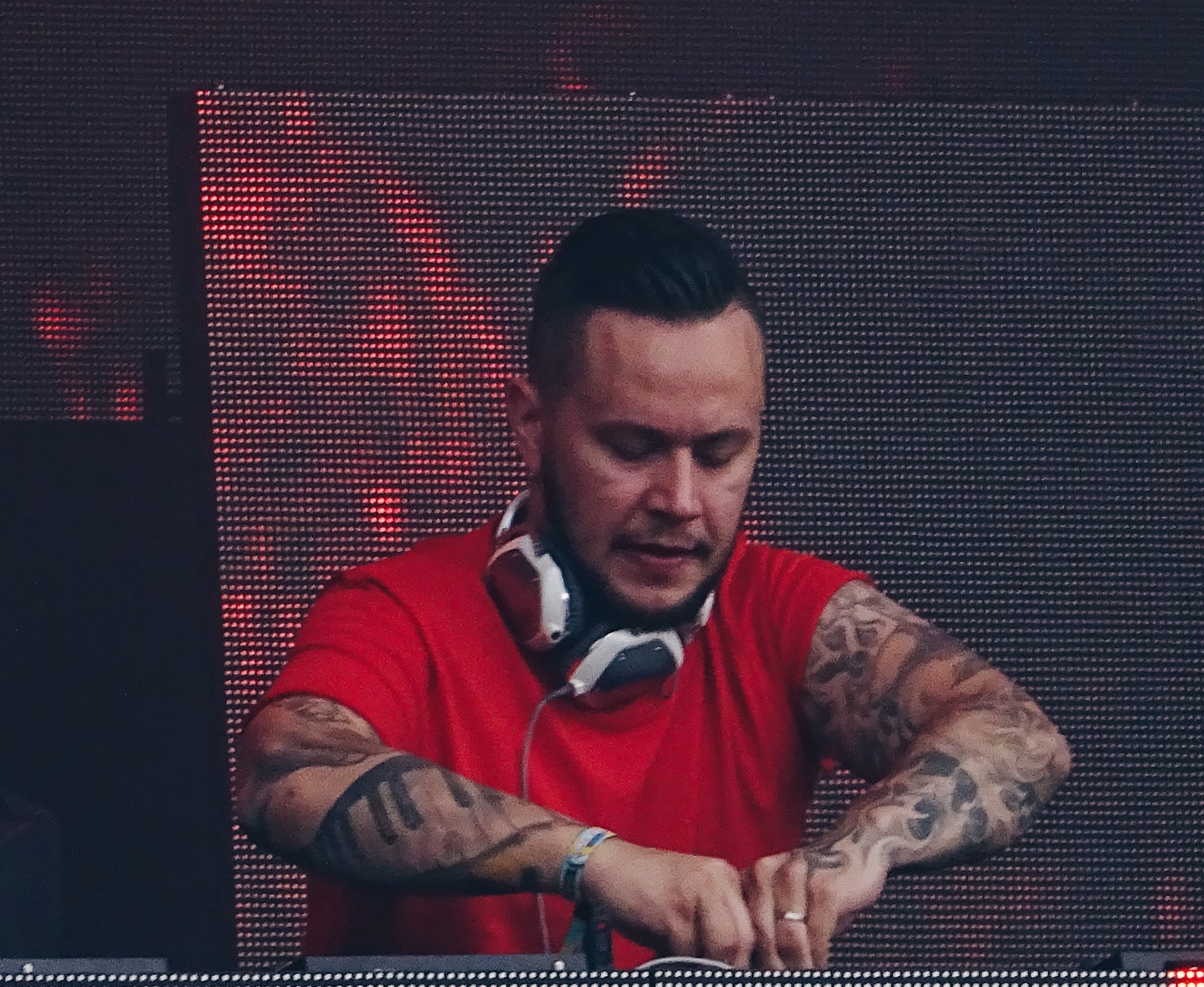
Mike Perry live beim Lollapalooza Berlin 2017

Mikael Persson (* 24. Juni 1983) ist ein schwedischer DJ und Musikproduzent aus Skövde, der unter dem Pseudonym Mike Perry bekannt ist und im Sommer 2016 durch seinen Nummer-eins-Hit The Ocean internationale Bekanntheit erlangte. Sein Stil setzt sich aus Elementen der Tropical-House- und der Future-Bass-Musik zusammen.

## Karriere
Perrys Anfänge liegen im Electro- und Progressive-House, bevor er sich 2016 der Tropical-House- und der Future-Bass-Musik zuwendete.
Bereits 2007 wurden Musiker wie Stephan M auf ihn aufmerksam. Es erfolgten erste kleinere Projekte. In den Folgejahren konzentrierte er sich jedoch mehr auf die Tätigkeiten hinter dem Mischpult, bis 2012 MYNCs „Cr2 Records“ auf ihn zukam und unter Vertrag nahm. Daraufhin erfolgte im Juni 2012, mit dem Lied Put Me Up sein erstes offizielles Single-Release. Hierbei ließ er sich von Nicky Romeros Toulouse inspirierten, wodurch es sich stilistisch in den Bereich des Dirty-Dutchs einordnen lässt. Am 9. September 2012 erschien der Nachfolger We Don’t Sleep In The Night, der gemeinsam mit Cecilia Axeland aufgenommen wurde. Dabei verwendete er auch erstmals Progressive-Elemente. Im Oktober 2012 folgte zusammen mit Kastenholt & Dee der im Zuge des ADE 2012 produzierte Big-Room-Track Train. Neben „Cr2-Records“ war Perry ebenfalls auf Laidback Lukes „Mixmash Records“ aktiv.
Zwischen 2013 und 2014 produzierte er eine Reihe an Remixen gemeinsam mit dem ebenfalls schwedischen DJ Filip Jenven. Mit ihrem Mix zu Icona Pops All Night bewegten sie sich noch stark im zu der Zeit sehr populärem Big-Room-Stil, während ihr Remix zu Carry You Home von Zara Larsson im High-Energy-Progressive-House gestaltet wurde.
Nachdem er das Lied The Ocean bei einigen Gigs gespielt hatte, nahm „Sony Music Entertainment“ Perry unter Vertrag. Der Song wurde von der schwedischen Sängerin Shy Martin gesungen und gemeinsam mit dem schwedischen DJ- und Produzenten-Duo Dimitri Vangelis & Wyman produziert, das ihn seither im Studio begleitet. Am 15. April 2016 erfolgte das Release und der Track entwickelte sich zu einem Streaming-Hit auf Spotify. Im Juni 2016 stieg das Lied bis auf Platz eins der schwedischen Charts und hielt sich sechs Wochen lang an der Spitze. Ende des Monats erreichte The Ocean die deutschsprachigen Charts und stieg in Deutschland, Österreich und der Schweiz bis in die Top 10.
Im Oktober 2016 erschien mit Inside The Lines die zweite Single von Mike Perry in Zusammenarbeit mit der Sängerin Casso, die auf Platz 41 der schwedischen Charts einstieg. Parallel erschien auch das Lied Touching You Again, das gemeinsam mit Hot Shade und Jane XØ aufgenommen wurde. Mit Hot Shade nahm er ebenfalls die Single Talk About It auf, die am 3. März 2017 veröffentlicht wurde und eine Woche später die schwedischen Charts erreichte.
Am 21. April 2017 veröffentlichte er in Zusammenarbeit mit Sängerin Imani Williams das Lied Body to Body. Die Single erreichte in seinem Heimatland Gold-Status. Ähnlich erfuhr es auch die Follow-Up-Single Hands, die in Zusammenarbeit mit der britischen Boygroup The Vamps und der Sängerin und Schauspielerin Sabrina Carpenter entstand. Der Song Stay Young verkaufte sich in Schweden 40 Tausend Mal. Mit dem Lied California, das er gemeinsam mit Hot Shade am 1. Mai 2018 veröffentlichte, verzeichnete er eine weitere Platzierung in den Single-Charts.
Der Song Changes wurde am 12. April 2019 veröffentlicht. Hierbei wurde sein Co-Produzenten-Team um Dimitri Vangelis & Wyman erstmals als offizielles Feature angegeben. Zusätzlich wirkte das DJ-Duo Ten Times und die Gruppe The Companions bei der Single mit. Ende August 2019 veröffentlichte er eine weitere Single mit Ten Times und Hot Shade. Hierbei handelte es sich um eine Coverversion des Liedes All Star der Band Smash Mouth aus dem Jahr 1999. Ebenfalls betätigte sich der Produzent WhoisFiyah an dem Song. Am 27. September 2019 veröffentlichte er mit der Single One Life, mit der er erstmals seit Jahren wieder in den Bereich des Progressive-House wagte.

## Diskografie

### Singles
| Jahr | Titel Album        | Höchstplatzierung, Gesamtwochen, AuszeichnungChartplatzierungen (Jahr, Titel, Album, Platzierungen, Wochen, Auszeichnungen, Anmerkungen) | Höchstplatzierung, Gesamtwochen, AuszeichnungChartplatzierungen (Jahr, Titel, Album, Platzierungen, Wochen, Auszeichnungen, Anmerkungen) | Höchstplatzierung, Gesamtwochen, AuszeichnungChartplatzierungen (Jahr, Titel, Album, Platzierungen, Wochen, Auszeichnungen, Anmerkungen) | Höchstplatzierung, Gesamtwochen, AuszeichnungChartplatzierungen (Jahr, Titel, Album, Platzierungen, Wochen, Auszeichnungen, Anmerkungen) | Höchstplatzierung, Gesamtwochen, AuszeichnungChartplatzierungen (Jahr, Titel, Album, Platzierungen, Wochen, Auszeichnungen, Anmerkungen) | Anmerkungen                                                                                          |
| Jahr | Titel Album        | DE | AT | CH | UK | SE | Anmerkungen                                                                                          |
| ---- | ------------------ | --- | --- | --- | --- | --- | --- |
| 2016 | The Ocean –        | DE5 ×3Dreifachgold · (33 Wo.)DE | AT4 Gold · (34 Wo.)AT | CH4 (43 Wo.)CH | UK39 Gold · (17 Wo.)UK | SE1 ×6Sechsfachplatin · (50 Wo.)SE | Erstveröffentlichung: 15. April 2016 feat. Shy Martin                                                |
| 2016 | Inside the Lines – | — | — | CH84 (1 Wo.)CH | — | SE25 ×2Doppelplatin · (16 Wo.)SE | Erstveröffentlichung: 21. Oktober 2016 feat. Casso                                                   |
| 2017 | Talk About It –    | — | — | — | — | SE40 Platin · (13 Wo.)SE | Erstveröffentlichung: 3. März 2017 mit Hot Shade                                                     |
| 2017 | Body to Body –     | — | — | — | — | SE56 Gold · (10 Wo.)SE | Erstveröffentlichung: 21. April 2017 feat. Imani Williams                                            |
| 2017 | Hands Night & Day  | — | — | — | — | SE70 Gold · (11 Wo.)SE | Erstveröffentlichung: 19. Mai 2017 mit The Vamps & Sabrina Carpenter                                 |
| 2017 | Stay Young –       | — | — | — | — | SE39 Platin · (15 Wo.)SE | Erstveröffentlichung: 1. September 2017 feat. Tessa                                                  |
| 2018 | California –       | — | — | — | — | SE27 (17 Wo.)SE | Erstveröffentlichung: 1. Mai 2018 mit Hot Shade feat. Karlyn                                         |
| 2018 | Don’t Hide –       | — | — | — | — | SE31 (9 Wo.)SE | Erstveröffentlichung: 29. Juni 2018 feat. Willemijn May                                              |
| 2019 | Changes –          | — | — | — | — | SE65 Platin · (5 Wo.)SE | Erstveröffentlichung: 12. April 2019 mit Dimitri Vangelis & Wyman und Ten Times feat. The Companions |

### Weitere Veröffentlichungen
| - 2007: Psychadelic (mit Stephan M feat. Vanity) - 2007: Arctic Sweep (vs. Dreas) - 2012: Put Me Up - 2012: We Don’t Sleep in the Night (mit Cecilia Axeland) - 2012: Whompin (mit Filip Jenven) - 2012: Train (mit Kastenholt & Dee feat. Maegan Cottone) - 2016: Touching You Again (mit Hot Shade feat. Jane XØ) - 2018: Rocksteady (mit DIMA) - 2018: Rise & Fall (feat. Cathrine Lassen) - 2018: Lighthouse (mit Hot Shade feat. René Miller) - 2019: Runaway - 2019: Way Too High - 2019: Closer (mit Sonic Avenue & Hot Shade feat. Mikayla) - 2019: Changes (mit Dimitri Vangelis & Wyman, Ten Times & The Companions) - 2019: Moves (mit Hot Shade & Mika Zibanejad) - 2019: Bloodshot (feat. Charlotte Haining) - 2019: All Star (mit Ten Times & Hot Shade feat. whoisFIYAH) | - 2019: One Life - 2019: Better Than This (feat. David Rasmussen) - 2019: Until I Die (feat. Joe Buck) - 2019: Dive (mit Hot Shade feat. Chris James) - 2020: Told You So (feat. Orange Villa) - 2020: Paradise (feat. Sarah De Warren) - 2020: Maze (mit Mangoo feat. Wanja Janeva) - 2020: Coming Home (mit Dimitri Vangelis & Wyman) - 2020: Midnight Sun (mit Forgét Mej) - 2020: Down The Line (mit Ten Times) - 2020: Crazy (mit Nathaniel) - 2020: By Your Side - 2020: Take It Slowly (mit Nairobi, Hot Shade, Amanda Reifer) - 2021: We Are Here Now (mit Dimitri Vangelis & Wyman) - 2021: Anybody (mit Hot Shade & 3LLA)< - 2021: If I Ruled The World (mit Mila Josef) - 2021: Safe Me Now (mit Isak Danielson) |

### Remixe
- 2007: Distorded – Fuckin’ Voices (mit Stephan M)
- 2007: Antoine Clamaran & Mario Ochoa feat. Lulu Hughes – Give Some Love (mit Stephan M)
- 2012: Clement Marfo & The Frontline – Champion
- 2012: Nilson & The 8th Note feat. Fenja – Looking for Love
- 2013: Michael Woods – Last Day on Earth
- 2013: NARK feat. Neil Ormandy – You Give Me Life
- 2013: Miriam Bryant – Push Play (mit Filip Jenven)
- 2013: Miriam Bryant – Last Soul on Earth (mit Filip Jenven)
- 2013: Icona Pop – All Night (mit Filip Jenven)
- 2015: Zara Larsson – Carry You Home (mit Filip Jenven)
- 2017: Maroon 5 feat. Future – Cold (mit Hot Shade)
- 2017: Ed Sheeran – Perfect

## Auszeichnungen für Musikverkäufe
| Goldene Schallplatte - Kanada - 2016: für die Single The Ocean - Vereinigte Staaten - 2016: für die Single The Ocean Platin-Schallplatte - Belgien - 2017: für die Single The Ocean - Spanien - 2024: für die Single The Ocean | 2× Platin-Schallplatte - Australien - 2016: für die Single The Ocean - Dänemark - 2022: für die Single The Ocean - Italien - 2017: für die Single The Ocean - Neuseeland - 2022: für die Single The Ocean - Polen - 2017: für die Single The Ocean | 7× Goldene Schallplatte - Mexiko - 2019: für die Single The Ocean Diamantene Schallplatte - Frankreich - 2018: für die Single The Ocean |

Anmerkung: Auszeichnungen in Ländern aus den Charttabellen bzw. Chartboxen sind in ebendiesen zu finden.
| Land/RegionAuszeichnungen für Musikverkäufe (Land/Region, Auszeichnungen, Verkäufe, Quellen) | Gold     | Platin       | Diamant  | Verkäufe | Quellen              |
| -------------------------------------------------------------------------------------------- | -------- | ------------ | -------- | -------- | -------------------- |
| Australien (ARIA)                                                                            | —        | 2× Platin2   | —        | 140.000  | aria.com.au          |
| Belgien (BRMA)                                                                               | —        | Platin1      | —        | 30.000   | ultratop.be          |
| Dänemark (IFPI)                                                                              | —        | 2× Platin2   | —        | 180.000  | ifpi.dk              |
| Deutschland (BVMI)                                                                           | Gold1    | Platin1      | —        | 600.000  | musikindustrie.de    |
| Frankreich (SNEP)                                                                            | —        | —            | Diamant1 | 233.333  | snepmusique.com      |
| Italien (FIMI)                                                                               | —        | 2× Platin2   | —        | 100.000  | fimi.it              |
| Kanada (MC)                                                                                  | Gold1    | —            | —        | 40.000   | musiccanada.com      |
| Mexiko (AMPROFON)                                                                            | Gold1    | 3× Platin3   | —        | 210.000  | amprofon.com.mx      |
| Neuseeland (RMNZ)                                                                            | —        | 2× Platin2   | —        | 60.000   | radioscope.co.nz     |
| Österreich (IFPI)                                                                            | Gold1    | —            | —        | 15.000   | ifpi.at              |
| Polen (ZPAV)                                                                                 | —        | 2× Platin2   | —        | 40.000   | olis.pl              |
| Schweden (IFPI)                                                                              | 2× Gold2 | 11× Platin11 | —        | 540.000  | sverigetopplistan.se |
| Spanien (Promusicae)                                                                         | —        | Platin1      | —        | 60.000   | elportaldemusica.es  |
| Vereinigte Staaten (RIAA)                                                                    | Gold1    | —            | —        | 500.000  | riaa.com             |
| Vereinigtes Königreich (BPI)                                                                 | Gold1    | —            | —        | 400.000  | bpi.co.uk            |
| Insgesamt                                                                                    | 8× Gold8 | 27× Platin27 | Diamant1 |          |                      |